# حاجی احمد شاهوزائی
حاجی احمد شاهوزائی، روستایی از توابع بخش مرکزی شهرستان هیرمند در استان سیستان و بلوچستان ایران است.

## جمعیت
این روستا در دهستان جهان‌آباد قرار دارد و براساس سرشماری مرکز آمار ایران در سال ۱۳۸۵، جمعیت آن ۱۴۵ نفر (۲۶خانوار) بوده‌است.